# 인지 컴퓨팅
인지 컴퓨팅(Cognitive computing, CC)은 광의적으로는 인공지능과 신호 처리의 과학적 원리에 기반한 기술 플랫폼을 의미한다. 이 플랫폼들은 기계 학습, 추론, 자연어 처리, 음성 인식, 비전 (물체 인식), 인간-컴퓨터 상호작용, 다이얼로그 및 내레이션 생성 등의 기술을 아우른다.

## 정의
오늘날 학계나 산업 어느 쪽에서도 인지 컴퓨팅의 널리 합의된 정의는 존재하지 않는다.
일반적으로 인지 컴퓨팅이라는 용어는 인간의 뇌의 기능을 모방하고(2004) 인간의 의사 결정 개선을 도와주기 위한 새로운 하드웨어나 소프트웨어를 의미한다. 이러한 문맥에서 CC는 어떻게 인간의 뇌/마음이 느끼고 추론하고 자극에 반응하는지를 정확히 모형화하는 것이 목적인 새로운 유형의 컴퓨팅이다.

## 유스 케이스
- 음성 인식
- 감정 분석
- 얼굴 검출
- 리스크 평가제도
- 사기 감지
- 행동 권고

## 같이 보기
- 감성 컴퓨팅
- 인공 신경망
- 뇌-컴퓨터 인터페이스
- 시맨틱 웹
- 사용성
- 뉴로모픽 엔지니어링

## 참고 문헌
- Russell, John (2016년 2월 15일). “Mapping Out a New Role for Cognitive Computing in Science”. 《HPCwire》. 2016년 4월 21일에 확인함.